# Должниковское сельское поселение
Должнико́вское се́льское поселе́ние — муниципальное образование в составе Базарносызганского района Ульяновской области. Административный центр — село Должниково.

## История
С 1935 по 1956 год Должниковский сельсовет относился к Базарно-Сызганскому району Куйбышевской области. С 1956 года сельсовет входил в состав Инзенского района Ульяновской области. С 1989 года сельсовет находится в составе Базарносызганского района Ульяновской области.

## Состав сельского поселения
В состав поселения входят 7 населённых пунктов: 1 село, 1 деревня, 3 посёлка, 1 разъезд и 1 железнодорожная казарма.
| № | Населённый пункт | Тип населённого пункта       | Население |
| - | ---------------- | ---------------------------- | --------- |
| 1 | Должниково       | село, административный центр | 396       |
| 2 | Должниково       | разъезд                      | 13        |
| 3 | Дубки            | посёлок                      | 60        |
| 4 | Николаевка       | деревня                      | 7         |
| 5 | Раздолье         | посёлок                      | 352       |
| 6 | Чёрный Ключ      | посёлок                      | 118       |
| 7 | 753 км           | железнодорожная казарма      | 0         |